# Nomada physura
Nomada physura är en biart som beskrevs av Cockerell 1903. Nomada physura ingår i släktet gökbin, och familjen långtungebin. Inga underarter finns listade i Catalogue of Life.